# 玄興駅
玄興駅（ヒョヌンえき）は朝鮮民主主義人民共和国咸鏡南道高原郡に位置する朝鮮民主主義人民共和国鉄道省平羅線の駅である。

## 歴史
- 1939年9月16日：開業[1]。

## 隣の駅
平羅線
高原駅 - 玄興駅 - 金野駅